# ایستگاه متروی میدان یوستون
ایستگاه متروی میدان یوستون (انگلیسی: Euston Square tube station) یکی از ایستگاه‌های متروی لندن است.
این ایستگاه که در منطقه کمدن لندن قرار دارد در سال ۱۹۰۹ تأسیس شده و جزئی از خط سیرکل، خط همرسمیت و سیتی و خط متروپولیتن می‌باشد.

## نگارخانه

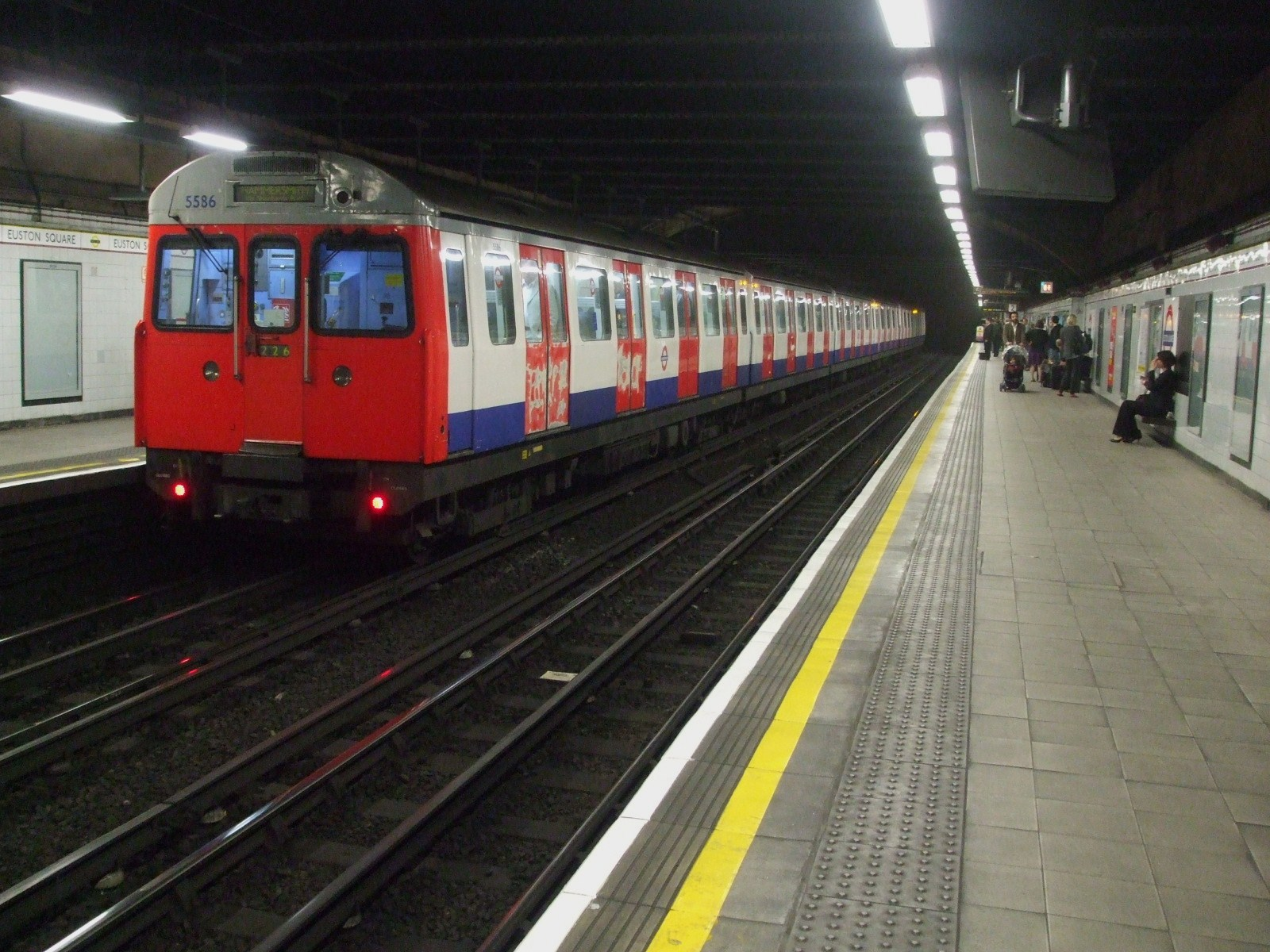
سکو ایستگاه
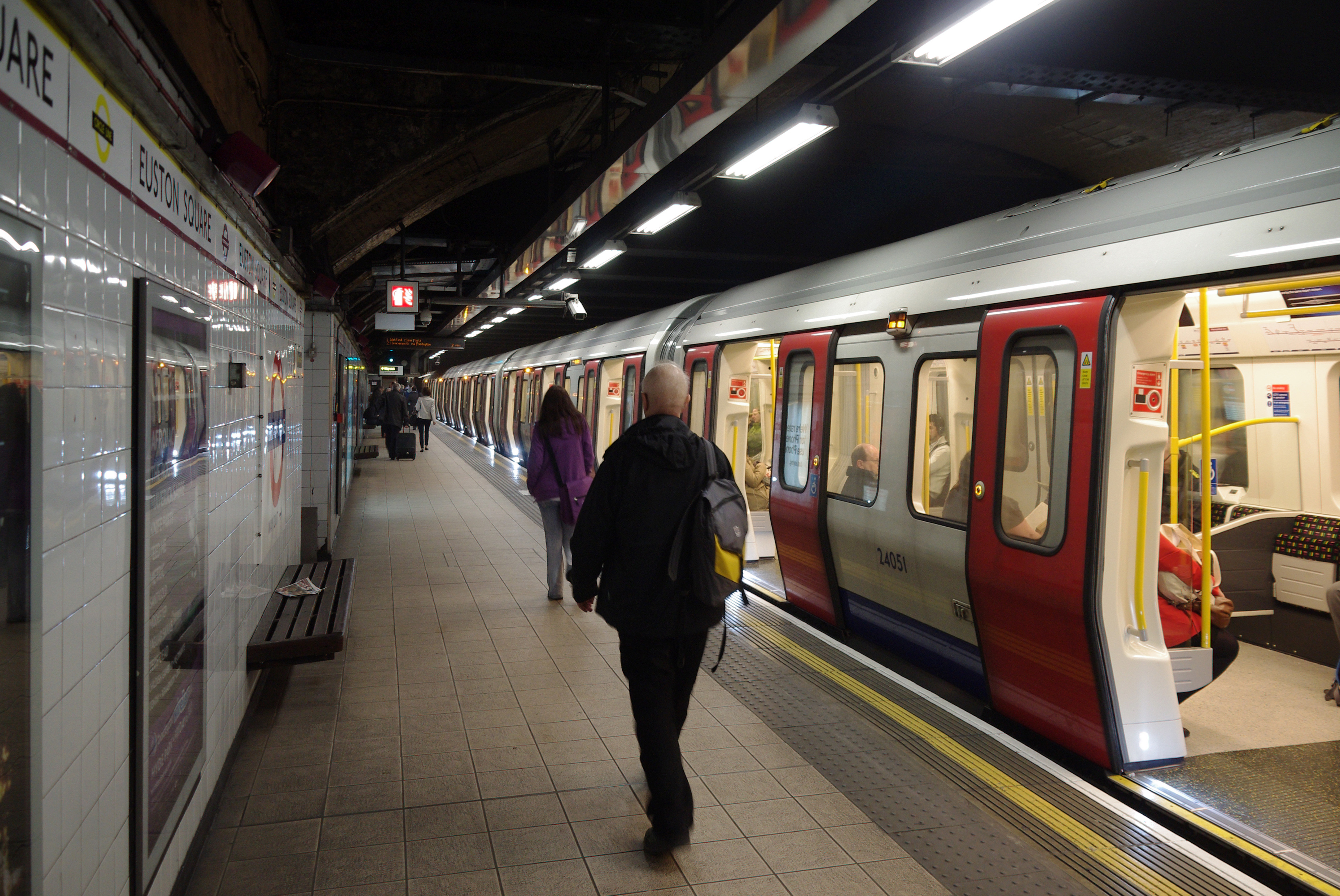
سکو ایستگاه
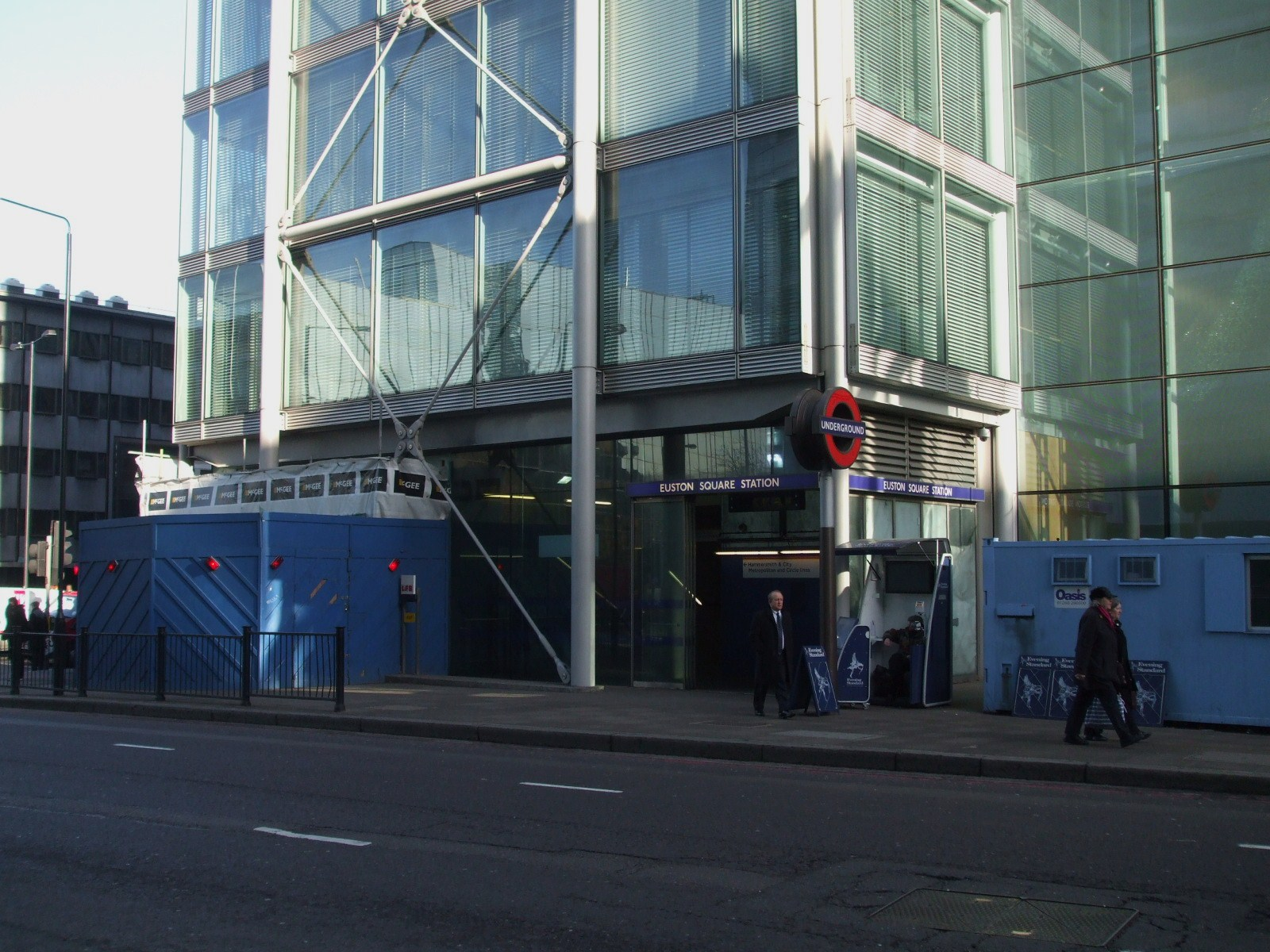
ورودی ایستگاه